# Yannik Aeschlimann
Yannik Aeschlimann  (* 1993) ist ein Schweizer Unihockeyspieler, der beim Nationalliga-A-Verein Unihockey Tigers Langnau unter Vertrag steht.

## Karriere
Aeschlimann stammt aus dem Nachwuchs der Unihockey Tigers Langnau und debütierte während der Saison 2012/13 für die erste Mannschaft. Er etablierte sich schnell als treffsicherer Stürmer für die Tigers.
2019 gewann Aeschlimann mit den Unihockey Tigers Langnau den Schweizer Cup mit einem 9:8-Sieg über den Grasshopper Club Zürich. Im Oktober 2019 gaben die Tigers Langnau bekannt, dass sein rechter Adduktorenmuskel komplett abgerissen ist. Dies bedeutete das Saisonende für den Berner.
Im Frühjahr 2020 verlängerte Aeschlimann seinen Vertrag bei den Unihockey Tigers Langnau und wird in der Saison 2020/21 in seine neunte Nationalliga-A-Saison steigen.

## Erfolge
- Schweizer Cup: 2019
- Champy Cup: 2013